# Secretaria d'Estat de Medi Ambient
La Secretaria d'Estat de Medi ambient d'Espanya és una Secretaria d'Estat de l'actual Ministeri de Transició Ecològica.

## Competències
La Secretaria d'Estat de Medi ambient exerceix competències en relació amb la formulació de les polítiques de qualitat ambiental i la prevenció de la contaminació i el canvi climàtic, l'avaluació ambiental, foment de l'ús de tecnologies netes i hàbits de consum menys contaminants i més sostenibles.
Li correspon així mateix, la definició, proposta i execució de les polítiques del Ministeri referents a la protecció del mitjà natural, sense perjudici de les competències d'altres Departaments, la biodiversitat, la conservació i ús sostenible dels recursos naturals i la seva adequada preservació i restauració; la conservació de la fauna, la flora, els hàbitat i els ecosistemes naturals en el medi terrestre i marí, així com la integració de les consideracions territorials, ambientals i ecològiques en les actuacions de la seva competència.
La Secretaria d'Estat de Medi ambient és directament responsable de la definició, proposta i execució de les polítiques del Ministeri referents a la definició dels objectius i programes derivats de la directiva marc de l'aigua i la gestió directa del domini públic hidràulic.
La Secretaria d'Estat de Medi ambient exercirà les competències pròpies del departament sobre planificació i execució de les polítiques en matèria de protecció i conservació del mar i del domini públic marítim-terrestre, i la participació en la planificació de la política de recerca en matèria de biodiversitat dels ecosistemes marins. Li correspon, així mateix, la imposició de sancions per infraccions molt greus regulades per la Llei 42/2007, de 13 de desembre, del Patrimoni Natural i de la Biodiversitat, en matèria de biodiversitat marina.
També li correspon la preparació dels Consells de Ministres de la Unió Europea en l'àmbit de competències de la Secretaria d'Estat.

## Estructura
De la Secretaria d'Estat de Medi ambient depenen els següents òrgans directius:
1. L'Oficina Espanyola del Canvi Climàtic, amb rang de direcció general.
2. La Direcció general de Biodiversitat i Qualitat Ambiental.
3. La Direcció general de Sostenibilitat de la Costa i del Mar.
4. La Direcció general de l'Aigua.

Com a òrgan de suport i assistència immediata al Secretari d'Estat existeix un Gabinet amb nivell orgànic de subdirecció general.
Per a l'assessorament jurídic de la Secretaria d'Estat de Medi ambient existeix una Advocacia de l'Estat, integrada orgànicament en la del departament.
El Secretari d'Estat de Medi ambient serà el vicepresident de l'Organisme Autònom Parcs Nacionals.

### Organismes adscrits
S'adscriuen a la Secretaria d'Estat:
- L'Agència Estatal de Meteorologia.
- El Fons de Carboni per a una Economia Sostenible (FES – CO2).
- La Fundació Biodiversitat.

## Titulars
- Federico Ramos de Armas (30 de desembre de 2011–26 de juny de 2015).[3]
- Pablo Saavedra Inaraja (26 de juny de 2015-23 de desembre de 2016)
- María García Rodríguez (23 de desembre de 2016- 19 de juny de 2018)
- Hugo Alfonso Morán Fernández (19 de juny de 2018 -)[4]